# ワイルドピッチ (お笑いコンビ)
ワイルドピッチ（WILD PITCH）は日本のお笑いコンビ。2006年4月結成、2016年解散。所属事務所は松竹芸能。
幼稚園からの幼なじみで両親も同級生。

## メンバー
- 田中 康之（たなか やすゆき、1981年8月25日（43歳） - ）
  - 山口県徳山市出身。
  - 血液型A型。
  - ボケ担当。
  - 2012年8月末あたりから、おかまになった。　
  - コンビ解散後は、ピン芸人「我こそは田中」として活動中。
  - 2019年、円満離婚。
- 中川 裕也（なかがわ ゆうや、1981年6月18日（43歳） - ）
  - 山口県徳山市出身。　　
  - 血液型A型。
  - ツッコミ担当。
  - コンビ解散後は引退。

## 出演番組

### 過去

#### ラジオ
- 森脇健児のサタデーミーティング（KBS京都、2008年10月 - 2009年3月）
  - 鴨川中継のほか、「芝生にジャム」（番組最後の5分間）という箱番組を持っていた。
- ワイルド9ピッチ（KBS京都、2009年4月 - 2012年9月29日、毎週土曜 21:30-22:00）[1]

## 注
1. ↑  2009年4月に放送開始。2009年4月-9月および2010年4月-10月2日まで土曜21：00-21：20、2009年10月から2010年3月までは金曜21：00-21：20に放送。2010年10月9日から放送時間が30分に拡大。